# Потанін Андрій Миколайович
Андрій Миколайович Потанін (19 лютого 1940, Ленінград — 4 травня 2025) — радянський і російський учений-фізик, тенісист і тенісний тренер , майстер спорту СРСР (1956). Чемпіон СРСР 1962 року в одиночному розряді, чемпіон ВЦРПС в одиночному і чоловічому парному розрядах, багаторазовий чемпіон Ленінграда в усіх розрядах. Перший радянський тенісист - учасник Вімблдонського турніру (1958, 1/4 фіналу в одиночному розряді серед юнаків). Член Залу російської тенісної слави (2010).

## Біографія
Народився 19 лютого 1940 року в Ленінграді.
Андрій Потанін почав грати в теніс в шість років, його першим тренером стала мати - В. Булисова. Надалі Андрій тренувався у таких тренерів як А. Булисов, О. Цауне, І. Панасевич, Е. Негребецький. У 1954 році став чемпіоном СРСР серед юнаків в одиночному розряді, в подальшому підтверджуючи це звання до 1957 року (в 1954-1956 роках також вигравав юнацький чемпіонат СРСР в парному розряді); в 1956 році отримав звання майстра спорту СРСР .
У 1958 році Потанін разом з Анною Дмитрієвої став першим радянським тенісистом, який виступив на Вімблдонському турнірі: в змаганнях юнаків в одиночному розряді він дійшов до чвертьфіналу (в наступному році він єдиний раз зіграв в дорослому турнірі на Вімблдоні, вибувши з боротьби в першому ж колі) . У 1958 році Потанін став також чемпіоном ВЦРПС в одиночному розряді, додавши до цього титулу перемогу в парах два роки по тому. У 1962 році виграв чемпіонат СРСР з тенісу в одиночному розряді, за підсумками року очоливши десятку найсильніших тенісистів СРСР, а в цілому входив в неї щорічно з 1957 по 1965 рік. З 1957 по 1966 роки 12 разів завойовував звання чемпіона Ленінграда в різних розрядах, в тому числі 7 разів в одиночному; в 1967 році став переможцем Спартакіади Ленінграда в одиночному і чоловічому парному розряді (в 1963 році - чемпіон в міксті).
Ігровий стиль Потаніна характеризувався наполегливою грою з задньої лінії, ленінградський майстер надавав перевагу довгому розіграші м'яча, в процесі яких намагався визначити слабке місце суперника, змінюючи глибину і напрямок ударів і підкручення м'яча. У цей період подібний стиль гри (який сам Потанін пізніше називав «іспанським») вважався керівництвом радянського тенісу неприйнятним, і в результаті Потаніна не включали до складу збірної СРСР і обмежували можливості грати за кордоном. В результаті Потанін рано завершив виступи, в 1963 році закінчивши Ленінградський університет, а в 1970 році став кандидатом фізико-математичних наук; працював в Ленінградському гідрометеорологічному інституті. У 1970-ті роки стажувався в Швеції, де брав участь в командних турнірах у складі університетської збірної. У 1992 році, працюючи в Упсальському університеті, став чемпіоном Швеції серед ветеранів. 
Після повернення в рідне місто Потанін зайнявся викладанням тенісу, створивши власну секцію. Надалі багато років тренував в Зеленогорську. Його дружина також працювала тренером. Син, Андрій - вчений-фізик, дочка, Ірина Комарова - майстер спорту з тенісу, була старшим тренером Школи олімпійського резерву Санкт-Петербурзького палацу творчості юних . У 2010 році ім'я Андрія Потаніна було включено до списків Залу російської тенісної слави .